# Esquizòmides
Els esquizòmides (Schizomida) són un ordre d'aràcnids, d'aspecte superficialment semblant a les aranyes, de menys de 5 mm.
L'ordre no ha estat encara gaire estudiat. S'han descrit 264 espècies de arreu del món,
 la majoria membres de la família Hubbardiidae. Una revisió sistemàtica, incloent-hi un catàleg sencer, es pot trobar a Reddell & Cokendolpher (1995).

## Anatomia
El nom Schizomida vol dir "dividit o tallat pel mig", en referència a què el tòrax està dividit en dues plaques separades.
Són relativament petits, de cos tou, semblants en aparença als telifònides. El prosoma (cefalotòrax) es divideix en tres regions, cada una coberta per plaques, el gran propeltidi i els aparellats i més petits mesopeltidi i metapeltidi.
L'opistosoma (abdomen) és oval i llis format de 12 segments recognoscibles. El primer està reduït i forma el pedicel, mentre que els últims tres estan constrets, formant el pigidi. L'últim segment lluu una cua semblant a un fuet o flagel, consistent en no més de quatre segments.
Com els ordres relacionats Thelyphonida, Amblypygi i Solifugae, Schizomida només fan servir sis potes per a caminar, havent modificat el primer parell per fer-los servir com a òrgans sensorials. Just davant les potes sensorials tenen pedipalps semblants a pinces molt desenvolupats. No tenen ulls veritables, però algunes poques espècies tenen punts de visió vestigials capaços de diferenciar la llum de la foscor.

## Hàbitat
Els esquizòmides són generalment tropicals, tot i que també se n'han trobat algunes poblacions a Califòrnia i Arizona. Tendeixen a viure en la capa superior del sòl i en les cavitats amb els troncs i roques on poden evitar la dessecació buscant-hi aigua i no exposant-se a la llum. Algunes espècies són troglobis, i alguns pocs viuen a prop de colònies de tèrmits i formigues.